# Après le sud
Ne doit pas être confondu avec Vers le sud.
Pour plus de détails, voir Fiche technique et Distribution.
Après le sud est un film dramatique français réalisé par Jean-Jacques Jauffret. Le film est sorti le 12 octobre 2011.

## Synopsis
Trajectoires croisées d'une jeune femme en lutte contre le quotidien, de sa mère en déni de surpoids, de son copain en pertes de repères et d'un vieillard esseulé. Jusqu'au drame...

## Fiche technique
- Réalisation : Jean-Jacques Jauffret
- Scénario : Jean-Jacques Jauffret
- Photographie : Samuel Dravet
- Montage : Lise Beaulieu
- Son : Benjamin Jaussaud
- Décors : Jacques Pellissier
- Costumes : Aurélie Bachoux
- Production : Antonin Dedet, Nadège Hasson, Jean-Stéphane Sauvaire
- Langue : français
- Date de sortie : France et Belgique : 7 septembre 2011

## Distribution
- Julien Bodet : Stéphane
- Adèle Haenel : Amélie
- Sylvie Lachat : Anne
- Ulysse Grosjean : Luigi
- Yves Ruellan : Georges
- Isalinde Giovangigli : La cliente énervée

## Distinctions
- Sélectionné au Festival de Cannes 2011 dans la section de la Quinzaine des réalisateurs.
- 2010 : Film Lauréat de la Fondation Gan pour le cinéma[1]